# 胡吉伐
胡吉伐（英語：Hudjefa I，古埃及文Hudjefa的意思是「遺失」或「被抹除」，並非其真實名字），古埃及早王朝时期第二王朝国王。在位约2年，事迹不明。